# Lanchy
Lanchy est une commune française située dans le département de l'Aisne, en région Hauts-de-France.

## Géographie
Cette commune se situe dans une vaste plaine, à 58 km au nord-ouest de Laon et 17 km à l'ouest de Saint-Quentin.

### Communes limitrophes
| Monchy-Lagache Somme | Tertry Somme         |                        |
| Quivières Somme      | Lanchy               | Beauvois-en-Vermandois |
|                      | Ugny-l'Équipée Somme | Foreste                |

### Hydrographie
La commune est située dans le bassin Artois-Picardie. Elle n'est drainée par aucun cours d'eau.

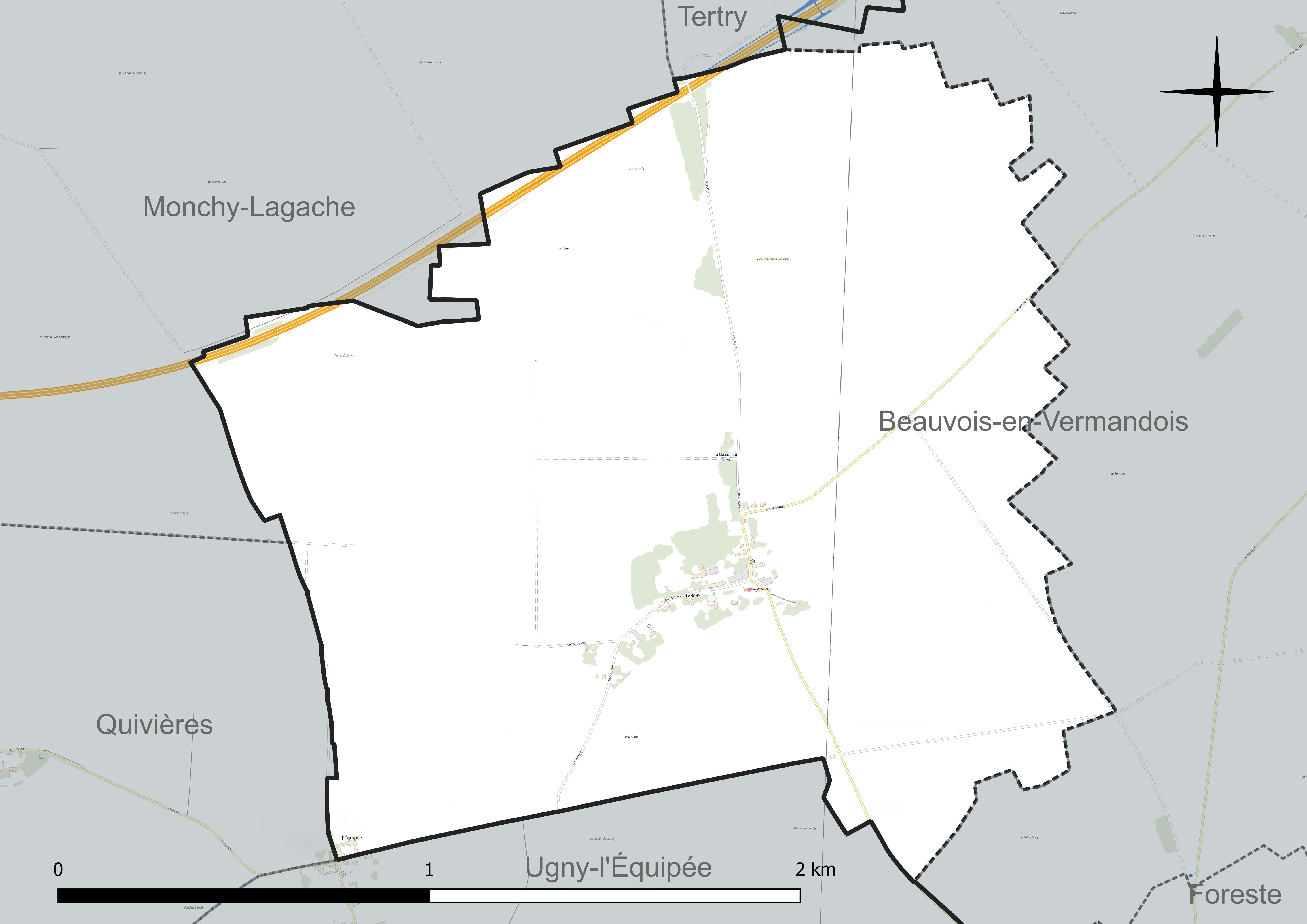
Réseau hydrographique de Lanchy.

### Climat
Pour des articles plus généraux, voir Climat des Hauts-de-France et Climat de l'Aisne.
En 2010, le climat de la commune est de type climat océanique dégradé des plaines du Centre et du Nord, selon une étude du CNRS s'appuyant sur une série de données couvrant la période 1971-2000. En 2020, Météo-France publie une typologie des climats de la France métropolitaine dans laquelle la commune est exposée à un climat océanique et est dans la région climatique Nord-est du bassin Parisien, caractérisée par un ensoleillement médiocre, une pluviométrie moyenne régulièrement répartie au cours de l'année et un hiver froid (3 °C).
Pour la période 1971-2000, la température annuelle moyenne est de 10,4 °C, avec une amplitude thermique annuelle de 15 °C. Le cumul annuel moyen de précipitations est de 689 mm, avec 10,8 jours de précipitations en janvier et 8,8 jours en juillet. Pour la période 1991-2020, la température moyenne annuelle observée sur la station météorologique la plus proche, située sur la commune d'Estrées-Mons à 8 km à vol d'oiseau, est de 11,0 °C et le cumul annuel moyen de précipitations est de 647,5 mm,. Pour l'avenir, les paramètres climatiques de la commune estimés pour 2050 selon différents scénarios d'émission de gaz à effet de serre sont consultables sur un site dédié publié par Météo-France en novembre 2022.

## Urbanisme

### Typologie
Au 1er janvier 2024, Lanchy est catégorisée commune rurale à habitat très dispersé, selon la nouvelle grille communale de densité à 7 niveaux définie par l'Insee en 2022.
Elle est située hors unité urbaine. Par ailleurs la commune fait partie de l'aire d'attraction de Saint-Quentin, dont elle est une commune de la couronne,. Cette aire, qui regroupe 120 communes, est catégorisée dans les aires de 50 000 à moins de 200 000 habitants,.

### Occupation des sols
L'occupation des sols de la commune, telle qu'elle ressort de la base de données européenne d'occupation biophysique des sols Corine Land Cover (CLC), est marquée par l'importance des territoires agricoles (93 % en 2018), une proportion identique à celle de 1990 (93 %). La répartition détaillée en 2018 est la suivante : 
terres arables (93 %), zones urbanisées (7 %).
L'évolution de l'occupation des sols de la commune et de ses infrastructures peut être observée sur les différentes représentations cartographiques du territoire : la carte de Cassini (XVIIIe siècle), la carte d'état-major (1820-1866) et les cartes ou photos aériennes de l'IGN pour la période actuelle (1950 à aujourd'hui).

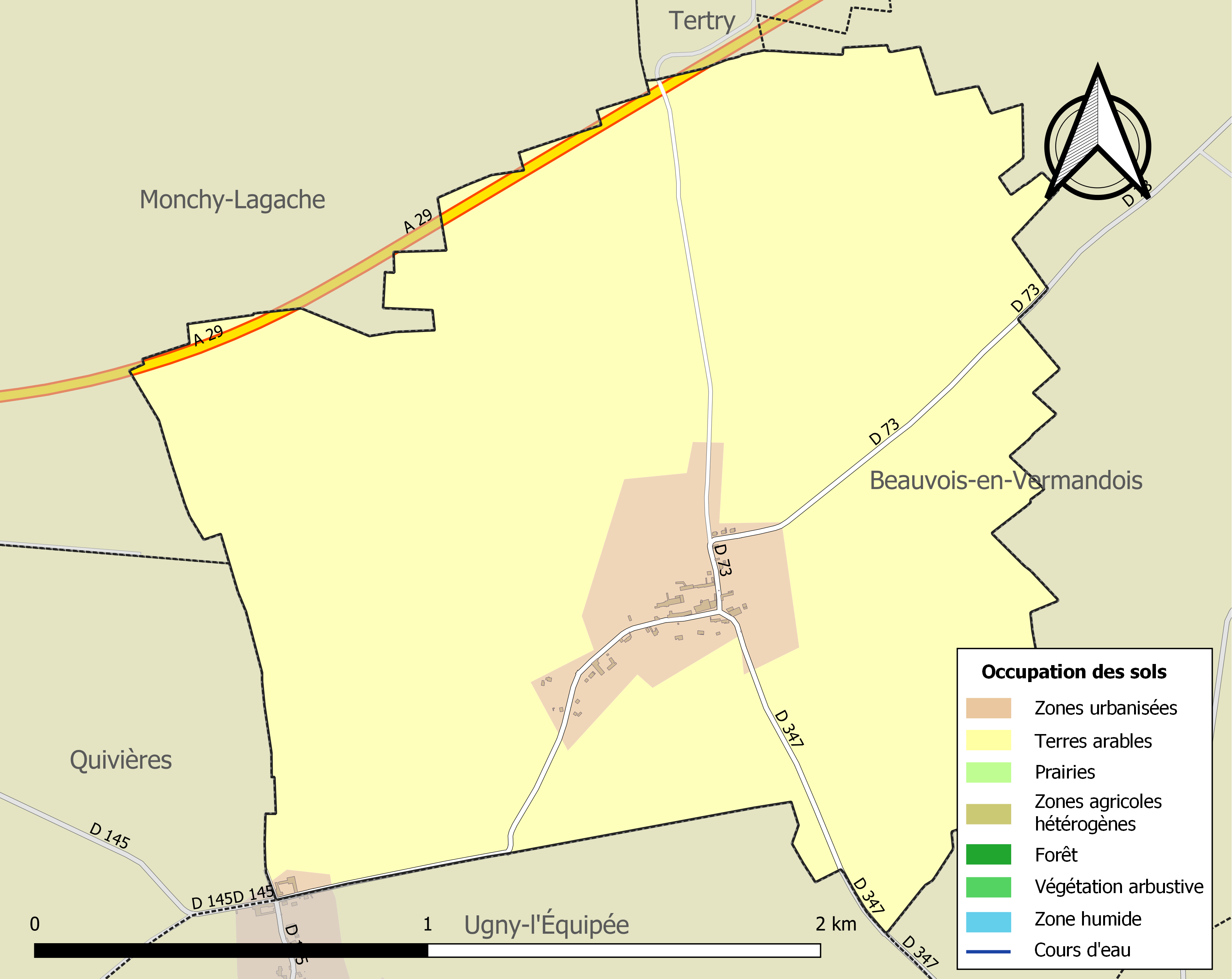
Carte de l'occupation des sols de la commune en 2018 (CLC).

## Toponymie

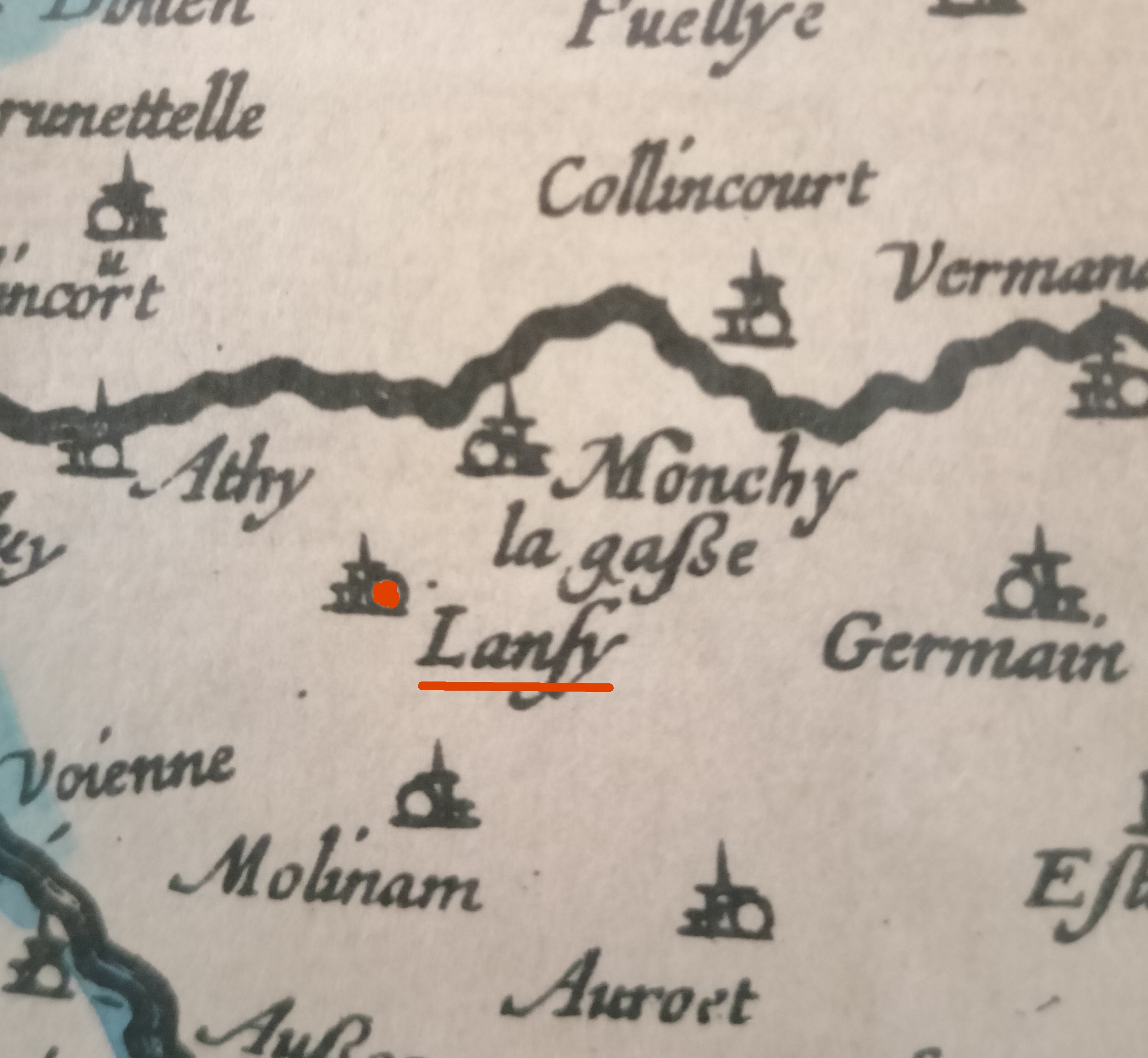
Carte de la Picardie de 1620 - Lansy.

Lanchy apparaît en 1145 sous le nom de Laucianum dans un cartulaire  de l'Abbaye d'Homblières.

## Histoire
|  |  |

La Carte de Cassini ci-contre montre qu'un moulin à vent en bois était situé au sud-est à mi-chemin vers Ugny-l'Équipée. 
Lanchy n'était alors relié aux villages avoisinant que par des chemins de terre.

### La guerre de 1914-1918
Le 28 août 1914, moins d'un mois après la déclaration de guerre, Lanchy voit l'arrivée des premiers Allemands après la retraite de l'armée française.

Pendant 30 mois, le village se trouve en arrière du front, qui est stabilisé à une vingtaine de kilomètres à l'ouest, vers Péronne. Pendant cette période, les habitants connaissent la dure loi des occupants. Des arrêtés de la kommandantur obligent, à date fixe, sous la responsabilité du maire et du conseil municipal, la population à fournir sous peine de sanctions : blé, œufs, lait, viande, légumes, destinés à nourrir les soldats du front. Toutes les personnes valides devaient effectuer des travaux agricoles ou d'entretien.
En février 1917, le général Hindenburg décide de créer une ligne défense à l'arrière du front ; lors du retrait des troupes allemandes, tous les villages devaient être détruits pour ne pas servir d'abris aux troupes franco-anglaises. Le 15 février, les habitants furent conduits à la gare de Vermand, installés dans des wagons à bestiaux, emmenés à Saint-Quentin et dispersés dans des lieux occupés, jusqu'en Belgique. En mars 1917, avant le retrait des troupes allemandes sur la ligne Hindenburg, le long du canal de Saint-Quentin, toutes les maisons sont pillées et incendiées, le village est détruit. L'église, la mairie, l'école et toutes les habitations sont dynamités et les arbres sciés à 1 m de hauteur.
Le village est pris le 31 mars 1917 par les troupes britanniques, mais par la suite, il change plusieurs fois de camp : ce n'est qu'en septembre 1918 que Lanchy est définitivement libéré par les Britanniques.
Après l'armistice, nombre d'habitants ne reviennent pas s'installer dans la commune, mais, grâce aux indemnités pour dommages de guerre,  commencent une nouvelle vie en d'autres lieux. Pour les autres débute une longue période de plus de dix ans de reconstruction des habitations (maisons provisoires), des fermes, des bâtiments publics, des routes. De 117 habitants en 1901, Germaine n'en comptait plus que 31 en 1921, soit les trois quarts en moins.
Le 17 octobre 1920, vu les souffrances endurées par la population pendant les trois années d'occupation et les dégâts aux constructions, la commune se voit décerner la Croix de guerre 1914-1918.

## Politique et administration

### Découpage territorial
La commune de Lanchy est membre de la communauté de communes du Pays du Vermandois, un établissement public de coopération intercommunale (EPCI) à fiscalité propre créé le 31 décembre 1993 dont le siège est à Bellicourt. Ce dernier est par ailleurs membre d'autres groupements intercommunaux.
Sur le plan administratif, elle est rattachée à l'arrondissement de Saint-Quentin, au département de l'Aisne et à la région Hauts-de-France. Sur le plan électoral, elle dépend du  canton de Saint-Quentin-1 pour l'élection des conseillers départementaux, depuis le redécoupage cantonal de 2014 entré en vigueur en 2015, et de la deuxième circonscription de l'Aisne  pour les élections législatives, depuis le dernier découpage électoral de 2010.

### Administration municipale
Le nombre d'habitants de la commune étant inférieur à 100, le nombre de membres du conseil municipal est de 7.

#### Liste des maires
| Période                                  | Période                       | Identité          | Étiquette | Qualité                                     |
| ---------------------------------------- | ----------------------------- | ----------------- | --------- | ------------------------------------------- |
| Les données manquantes sont à compléter. |                               |                   |           |                                             |
| avant 1876                               | après 1877                    | Catin             |           |                                             |
| mars 2001                                | En cours (au 12 juillet 2020) | Xavier de Romance | DVD       | Agriculteur Réélu pour le mandat 2020-2026, |

## Démographie
L'évolution du nombre d'habitants est connue à travers les recensements de la population effectués dans la commune depuis 1793. Pour les communes de moins de 10 000 habitants, une enquête de recensement portant sur toute la population est réalisée tous les cinq ans, les populations de référence des années intermédiaires étant quant à elles estimées par interpolation ou extrapolation. Pour la commune, le premier recensement exhaustif entrant dans le cadre du nouveau dispositif a été réalisé en 2005.

En 2022, la commune comptait 38 habitants, en stagnation par rapport à 2016 (Aisne : −1,97 %, France hors Mayotte : +2,11 %).
| 1793 | 1800 | 1806 | 1821 | 1831 | 1836 | 1841 | 1846 | 1851 |
| ---- | ---- | ---- | ---- | ---- | ---- | ---- | ---- | ---- |
| 150  | 137  | 151  | 173  | 200  | 212  | 196  | 213  | 185  |

| 1856 | 1861 | 1866 | 1872 | 1876 | 1881 | 1886 | 1891 | 1896 |
| ---- | ---- | ---- | ---- | ---- | ---- | ---- | ---- | ---- |
| 163  | 147  | 157  | 157  | 156  | 149  | 150  | 138  | 158  |

| 1901 | 1906 | 1911 | 1921 | 1926 | 1931 | 1936 | 1946 | 1954 |
| ---- | ---- | ---- | ---- | ---- | ---- | ---- | ---- | ---- |
| 156  | 136  | 117  | 31   | 52   | 57   | 74   | 48   | 67   |

| 1962 | 1968 | 1975 | 1982 | 1990 | 1999 | 2005 | 2006 | 2010 |
| ---- | ---- | ---- | ---- | ---- | ---- | ---- | ---- | ---- |
| 66   | 68   | 60   | 53   | 54   | 63   | 58   | 57   | 52   |

| 2015 | 2020 | 2022 | - | - | - | - | - | - |
| ---- | ---- | ---- | - | - | - | - | - | - |
| 40   | 37   | 38   | - | - | - | - | - | - |

## Lieux et monuments
- Église Saint-Médard.
- Monument aux morts.
- Au cimetière, la tombe d'un soldat de 1870.

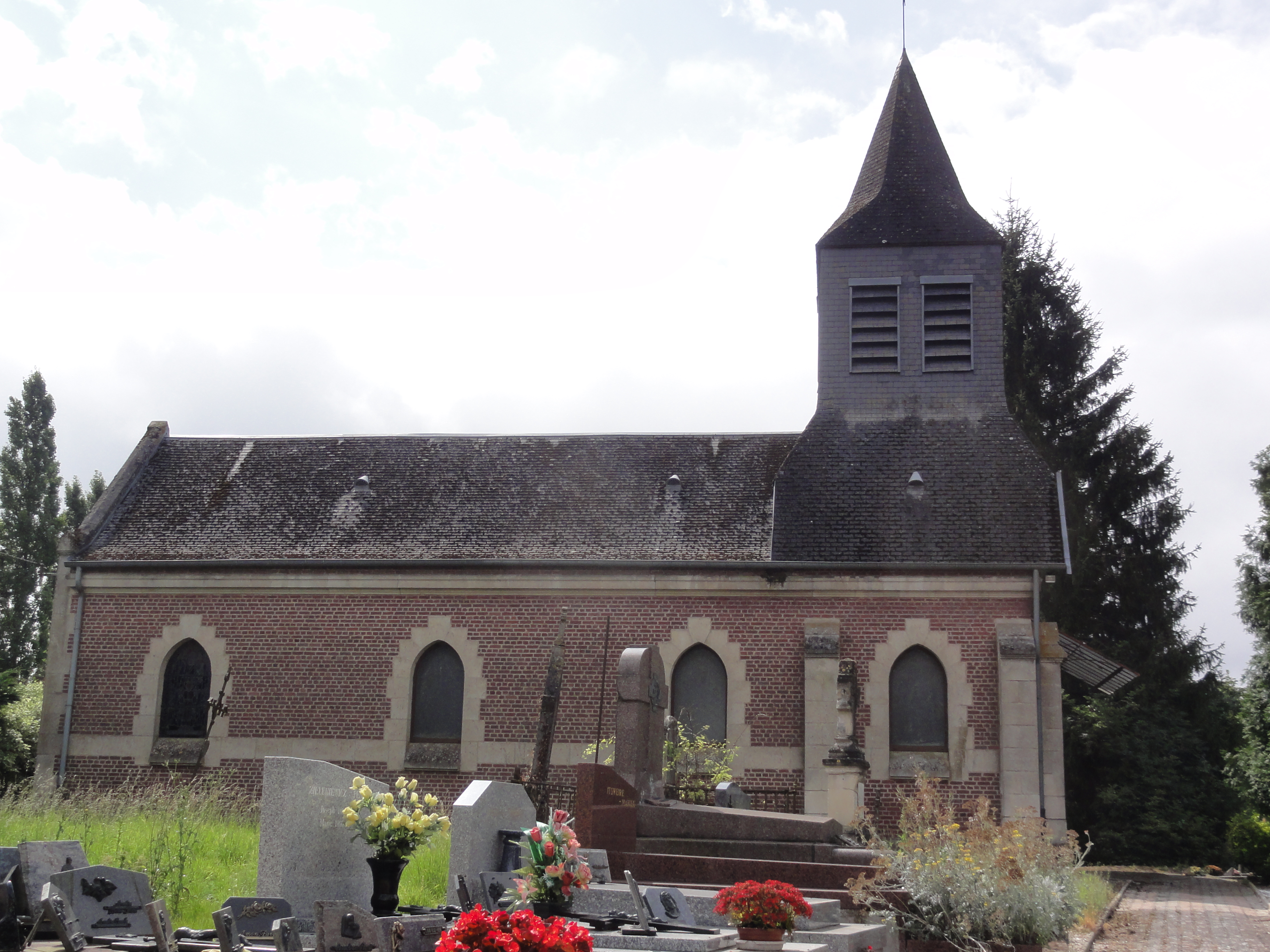
Église Saint-Médard.
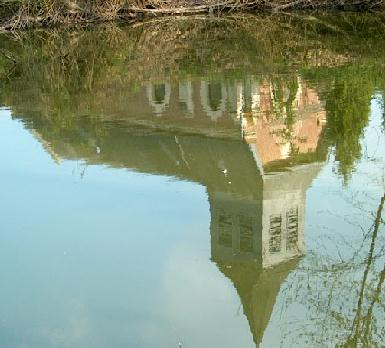
L'église se mirant dans l'étang.